# Малеина, Евгения Алексеевна
Евгения Алексеевна Малеина (1 декабря 1903, Ташкент — 1984, Москва) — советский живописец, график, керамист. Заслуженный художник РСФСР (1970).

## Биография
Родилась в Ташкенте в многодетной семье. Отец — Алексей Иванович Малеин, мать Надежда Гавриловна. В 1919 году закончила Ташкентскую художественную школу.
В 1921 переехала в Москву и поступила на рабфак. C 1924 по 1930 год училась во Вхутемасе—Вхутеине  в Москве на живописном факультете у Р. Р. Фалька, А. Д. Древина, Д. П. Штеренберга, К. Н. Истомина.
С 1929 — участница выставок. Член и экспонент общества «РОСТ» (1929), член Московского Союза художников с 1932 года.
Была замужем за однокурсником, художником Семёном Чуйковым, от которого родила двух сыновей.
Жила в Москве, ежегодно выезжала для работы в Киргизию и Узбекистан. Писала натюрморты, пейзажи, портреты, тематические композиции. 
Экспонировала свои работы на выставках: Первой передвижной выставке графики (1929), произведений революционной и советской тематики (1930), отчётных работ художников, командированных в районы индустриального и колхозного строительства (1931), «Художники РСФСР за XV лет» (1933–1934), московских живописцев / художников (1935, 1937–1940, 1947, 1954, 1956), Всесоюзных художественных выставках (1946, 1950, 1955) в Москве; Республиканских выставках картин художников Киргизии (1934, 1935, 1936, 1941–1948, 1951, 1957) во Фрунзе и других. 
Участница выставок советского искусства за рубежом, в том числе: «Графика и книжное искусство в СССР» в Амстердаме (1929), русского искусства в Риге, Винтертуре (обе — 1929), Вене, Берлине (обе — 1930), Кенигсберге (1932), Токио (1933), Лондоне, городах Англии и Шотландии (1934), Софии, Пловдиве, Бухаресте (1956) и других.
С середины 1960-х занималась керамикой — создавала декоративные тарелки, вазы, блюда, подносы, кувшины. В 1969 году поселилась в посёлке художников в Абрамцево.

## Персональные выставки
- 1940 — Москва[9][10].
- 1972 — Москва[11].
- 1976 – Фрунзе[12].

### Посмертные
- 2013, к 110-летию —  Бишкек, Мемориальный дом-музей С. А. Чуйкова[13].
- 2015, «Солнцевеющая» — музей-заповедник «Абрамцево»[8].

## Семья
Была замужем за советским художником Семёном Афанасьевичем Чуйковым.
- сын —  Иван Чуйков (1935—2022), российский художник; жена — Галина Малик, художница.
  - внучка — Евгения Чуйкова-Маевская, художница.
- сын — Василий Чуйков (род. 1940), художник.

## Память
Основная часть творческого наследия Малеиной находится в Бишкеке: в Кыргызском национальном музее изобразительных искусств имени Г. Айтиева, и в мемориальном доме-музее С. А. Чуйкова, где жили супруги.
Работы Малеиной хранятся и в собраниях ряда российских музеев, среди которых Третьяковская галерея, Курская картинная галерея имени А. А. Дейнеки, Иркутский областной художественный музей им. В. П. Сукачёва, Ставропольский краевой музей изобразительных искусств и другие.